# The Game Awards
The Game Awards — щорічна церемонія вручення нагород за досягнення в індустрії відеоігор. Вона була заснована у 2014 році Джеффом Кілі, який є продюсером та ведучим церемонії; також Кілі понад десяти років працював над Spike Video Game Awards, що є попередницею The Game Awards. Крім вручення нагород, під час церемонії проводиться прем'єра нових ігор та детальніший погляд на проєкти, що були анонсовані раніше.

## Історія

### Передумови та заснування (1994—2014)

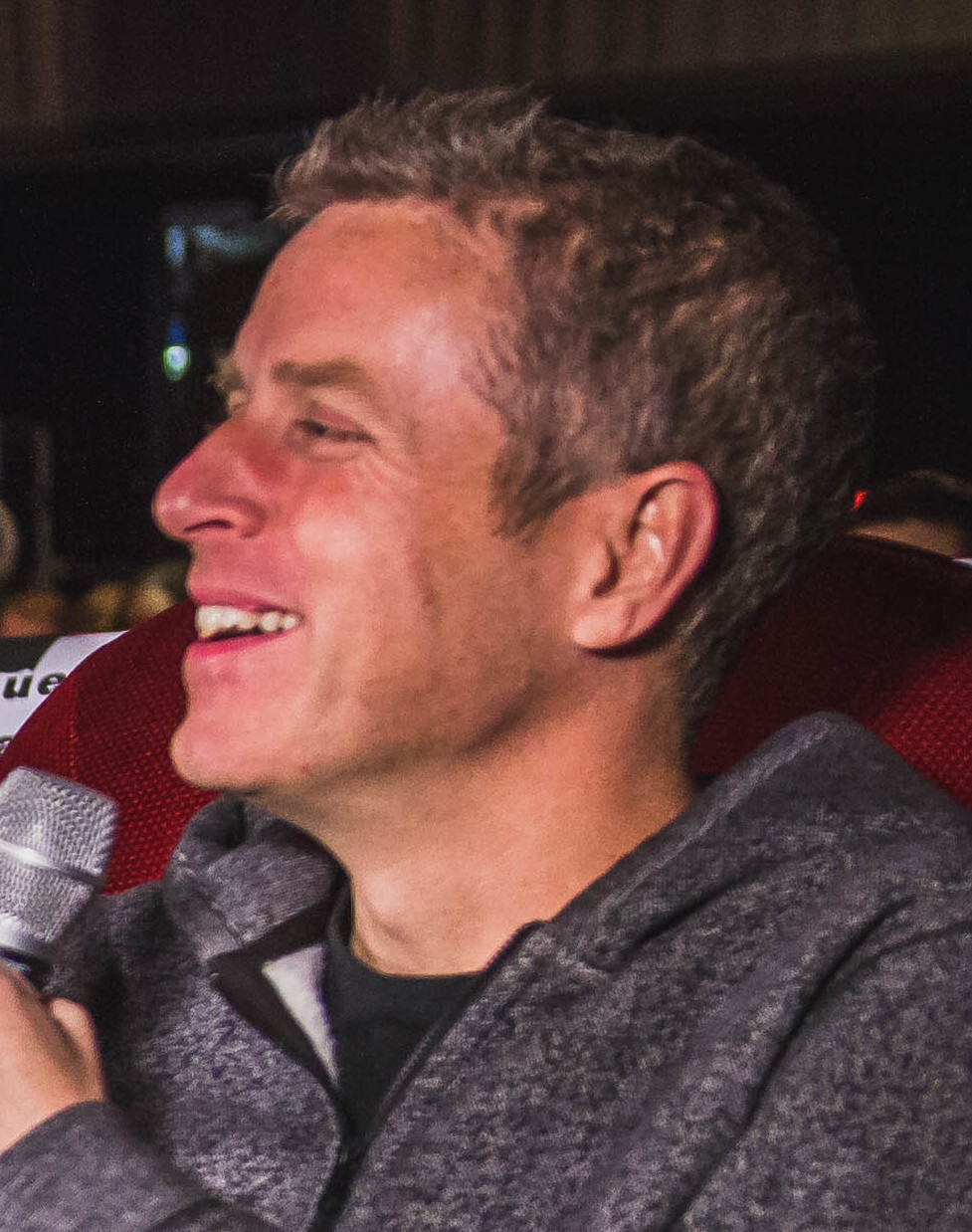
Джефф Кілі, продюсер та ведучий The Game Awards

У 1994 році ігровий журналіст Джефф Кілі був частиною команди, що працювала над першою телевізійною церемонією нагородження під назвою Cybermania '94: The Ultimate Gamer Awards. Хоча церемонія не стала успішною і загалом мала комедійний акцент, Cybermania спонукала Кілі створити щось на кшталт церемонії вручення премії «Оскар» для індустрії відеоігри пізніше у своїй кар'єрі.
У 2003—2013 рр. Кілі був виконавчим продюсером і частим ведучим церемонії Spike Video Game Awards (VGA), що була створена для нагородження ігор, випущених протягом року, і транслювалася телемережею Spike TV наприкінці кожного року. Хоча Spike демонструвала сильну підтримку VGA у 2012 році, запросивши актора Семюеля Л. Джексона як ведучого, наступного року мережа не була такою ж зацікавленою в проведенні церемонії, частково через те, що хотіла урізноманітнити своє мовлення проєктами, що були менш орієнтованими на чоловіків. У 2013 році Spike перейменувала VGA на VGX, прагнучи більше зосередитися на іграх для консолей восьмого покоління, і залучила коміка Джоеля Макгейла як співведучого Кілі. Тривалість VGX була скорочена до однієї години, а сама церемонія спочатку транслювалася в інтернеті, після чого була показана по телебаченню. Тодішня церемонія розчарувала як ігрову спільноту, так і самого Кілі, та вважалася такою, що мала більший акцент на комерційність, аніж на визнання досягнень у відеоіграх. Spike запропонувала Кілі провести VGX 2014 виключно в потоковому форматі, але той вирішив відмовитися від подальшої участі; у листопаді 2014 року Spike оголосила, що скасувала проведення майбутніх церемоній VGX.

Ілюстрація статуетки The Game Awards, розробленої Кілі та Wētā Workshop

Після того, як Кілі припинив своєю діяльність у рамках VGX, він звернувся до таких компаній, як Sony, Microsoft та Nintendo, а також декількох великих видавців відеоігор, щоб ті надали фінансову підтримку та сприяли заснуванню The Game Awards (TGA) — нової церемонії нагородження. Він вклав понад 1 млн $ власних коштів на підтримку TGA і спромігся забезпечити її проведення в театрі «The AXIS» в Лас-Вегасі. Не маючи телеканалу для мовлення, Кілі та інші продюсери вирішили провести прямий ефір у мережах для консолей та в сервісі Steam від Valve, щоб у такий спосіб охопити набагато більшу аудиторію, ніж Spike TV раніше. Статуетка, що присуджується нагородженим іграм, була розроблена Кілі у співпраці з Wētā Workshop; вона уособлює «еволюцію середовища відеоігор у вигляді ангела, який підіймається цифровими будівельними блоками».

### Після заснування (з 2014)
Після The Game Awards 2014, яка пройшла 5 грудня і зібрала приблизно 1,9 млн глядачів, Кілі вдалося перенести проведення заходу до більшого театру «Microsoft» в Лос-Анджелесі. The Game Awards 2019, разом зі звичною трансляцією, також транслювалася Sony Pictures у деяких кінотеатрах «Cinemark» на території США. The Game Awards 2020 була проведена віртуально через пандемію коронавірусної хвороби. The Game Awards 2021 знову була проведена в театрі «Microsoft», але з меншою аудиторією через коронавірусні обмеження, встановлені Лос-Анджелесом і штатом Каліфорнія щодо великих зборів у закритих приміщеннях, які були зняті до проведення The Game Awards 2022. У червні 2023 року Кілі провів шоу «Святкування десятиліття The Game Awards», що було присвячене музиці у відеоіграх і відбулося в амфітеатрі «Hollywood Bowl», де виступив Лос-Анджелеський філармонічний оркестр.
З моменту створення церемонії телемережі зверталися до Кілі з пропозицією щодо трансляції, проте той відмовився, що дало нагоду зберегти свободу презентації та структури церемонії. Він співпрацював зі світовими потоковими сервісами, що було схвально сприйнято партнерами TGA, а також цікавився думкою фанатів про те, як можна покращити церемонію, зазвичай під час різних виставок та на з'їздах за кілька місяців до TGA. У 2020 році, коли коронавірусна пандемія призвела до скасування багатьох із подібних заходів, Кілі запросив близько ста фанатів у приватні чати із собою та іншими провідними організаторами церемонії, щоб дізнатися їхню думку. Разом із проведенням TGA, у цифрових магазинах, як-от Steam, Xbox Games Store, Nintendo eShop та PlayStation Store, номіновані ігри зазвичай продаються зі знижкою, яка діє в дні перед та після церемонії.
Кілі заявив, що вважає важливим, щоб TGA була спрямована на сприятливе представлення інтересів гравців та індустрії загалом, а також була привітливою до знаменитостей та інших осіб, які цікавляться відеоіграми. Хоча TGA переважно є церемонією вручення нагород, Кілі розумів важливість наявності додаткового контенту, оскільки бачив, як інші відеоігрові церемонії, присвячені лише нагородам, зазнавали невдачі через нестачу публіки. Він вважав, що TGA має виглядати як суміш церемонії вручення премії «Оскар» та більш звичайної Game Developers Choice Awards, і прагнув створити баланс між матеріалом для TGA. Тому Кілі почав співпрацювати з різними розробниками, щоб разом із нагородами представляти нові ігри. У 2017 році він сказав, що кульмінаційним моментом такого підходу стала перша демонстрація ігрового процесу The Legend of Zelda: Breath of the Wild на The Game Awards 2014. Кілі заохочує розробників надавати будь-який контент, який виглядає захопливим або здатним викликати інтерес, навіть якщо ці проєкти знаходяться на ранній стадії розробки, а потім вибирає, які ігри та трейлери варто показати. Після цього Кілі розмірковує із цими розробниками над тим, як найкраще представити їхні проєкти, щоб вони виглядали ефектнішими; наприклад, перед The Game Awards 2018 він та Nintendo працювали над показом трейлера для Джокера, персонажа Persona 5 у Super Smash Bros. Ultimate, який зрештою вийшов як тизер до нової гри в серії.

## Номінування
TGA має консультативний комітет, що складається з представників Microsoft, Sony, Nintendo та AMD, а також кількох видавців відеоігор. Комітет обирає близько тридцяти впливових відеоігрових інформаційних агенцій, які можуть номінувати та голосувати за вибрані ігри в кількох категоріях. Консультативний комітет не бере участі в процесі номінування або голосування. Під час номінування кожна агенція надає список ігор у кількох категоріях; ігри для категорій, пов'язаних із кіберспортом, вибираються лише певними агенціями. Після цього комітет складає номінації та відбирає найбільш номіновані ігри для голосування серед тих самих агенцій. До 2017 року переможців обирали 29 галузевих експертів та представників, і з того часу в номінуванні взяло участь понад 50 таких експертів. З 2019 року до складу журі входять неангломовні ЗМІ. Переможці визначаються змішаним голосуванням журі (90 %) та публічним голосуванням (10 %) через соціальні платформи та вебсайт TGA.
Як правило, лише ігри, випущені до певної дати в листопаді, можуть бути номіновані на нагороди року. Оскільки журі має висувати свої кандидатури за кілька тижнів до цієї дати, це може призвести до того, що деякі очікувані проєкти, що заплановані до випуску незадовго до цієї дати, будуть недостатньо представлені в номінаціях, оскільки журі має орієнтуватися на оглядові копії, а не остаточні версії. Будь-які ігри, випущені після останнього терміну в листопаді, який змінюється щороку, мають право на номінування наступного року.

## Церемонії
| Церемонія | Дата      | Гра року                                | Місце                            | Глядачі (млн) |
| --------- | --------- | --------------------------------------- | -------------------------------- | ------------- |
| 2014      | 5 грудня  | Dragon Age: Inquisition                 | Театр «The AXIS» (Лас-Вегас)     | 1,9           |
| 2015      | 3 грудня  | The Witcher 3: Wild Hunt                | Театр «Microsoft» (Лос-Анджелес) | 2,3           |
| 2016      | 1 грудня  | Overwatch                               | Театр «Microsoft» (Лос-Анджелес) | 3,8           |
| 2017      | 7 грудня  | The Legend of Zelda: Breath of the Wild | Театр «Microsoft» (Лос-Анджелес) | 11,5          |
| 2018      | 6 грудня  | God of War                              | Театр «Microsoft» (Лос-Анджелес) | 26,2          |
| 2019      | 12 грудня | Sekiro: Shadows Die Twice               | Театр «Microsoft» (Лос-Анджелес) | 45,2          |
| 2020      | 10 грудня | The Last of Us Part II                  | Віртуальна подія                 | 83            |
| 2021      | 9 грудня  | It Takes Two                            | Театр «Microsoft» (Лос-Анджелес) | 85            |
| 2022      | 8 грудня  | Elden Ring                              | Театр «Microsoft» (Лос-Анджелес) | 103           |
| 2023      | 7 грудня  | Baldur's Gate 3                         | Театр «Peacock» (Лос-Анджелес)   | 118           |
| 2024      | 12 грудня | Astro Bot                               | Театр «Peacock» (Лос-Анджелес)   | Н/Д           |
| 2025      | 11 грудня | Н/Д                                     | Театр «Peacock» (Лос-Анджелес)   | Н/Д           |

## Категорії

### Відеоігри та інша продукція
| Категорія                                          | Оригінальна англійська назва | Впровадження |
| -------------------------------------------------- | ---------------------------- | ------------ |
| Поточні                                            |                              |              |
| Гра року                                           | Game of the Year             | 2014         |
| Найкраща незалежна гра                             | Best Independent Game        | 2014         |
| Найкраща мобільна гра                              | Best Mobile Game             | 2014         |
| Найкращий наратив                                  | Best Narrative               | 2014         |
| Найкраща оригінальна музика та музичний супровід   | Best Score and Music         | 2014         |
| Найкраща акторська гра                             | Best Performance             | 2014         |
| Ігри з впливом                                     | Games for Impact             | 2014         |
| Найкращий пригодницький бойовик                    | Best Action/Adventure        | 2014         |
| Найкраща рольова гра                               | Best Role Playing Game       | 2014         |
| Найкращий файтинг                                  | Best Fighting Game           | 2014         |
| Найкраща гра для всієї сім'ї                       | Best Family Game             | 2014         |
| Найкраща спортивна гра/перегони                    | Best Sports/Racing Game      | 2014         |
| Найкраща багатокористувацька гра                   | Best Multiplayer             | 2014         |
| Найочікуваніша гра                                 | Most Anticipated Game        | 2014         |
| Найкраще художне оформлення                        | Best Art Direction           | 2015         |
| Найкраща режисура                                  | Best Game Direction          | 2016         |
| Найкраща гра для віртуальної/доповненої реальності | Best VR/AR Game              | 2016         |
| Найкращий бойовик                                  | Best Action Game             | 2016         |
| Найкращий симулятор/стратегія                      | Best Sim/Strategy Game       | 2016         |
| Найкращий звуковий дизайн                          | Best Audio Design            | 2017         |
| Найкраща гра, що розвивається                      | Best Ongoing Game            | 2017         |
| Найкраща дебютна незалежна гра                     | Best Debut Indie Game        | 2017         |
| Найкраща підтримка спільноцтва                     | Best Community Support       | 2019         |
| Голос гравців                                      | Players' Voice               | 2019         |
| Інновації у сфері спеціальних можливостей          | Innovation in Accessibility  | 2020         |
| Найкраща адаптація                                 | Best Adaptation              | 2022         |
| Колишні                                            |                              |              |
| Найкращий ремастер                                 | Best Remaster                | 2014         |
| Найкращий шутер                                    | Best Shooter                 | 2014         |
| Розробник року                                     | Developer of the Year        | 2014         |
| Найкраща студентська гра                           | Best Student Game            | 2017         |

### Кіберспорт та творці
| Категорія                             | Оригінальна англійська назва | Впровадження |
| ------------------------------------- | ---------------------------- | ------------ |
| Поточні                               |                              |              |
| Найкращий кіберспортсмен              | Best Esports Athlete         | 2014         |
| Найкраща кіберспортивна команда       | Best Esports Team            | 2014         |
| Найкраща кіберспортивна гра           | Best Esports Game            | 2015         |
| Найкращий кіберспортивний тренер      | Best Esports Coach           | 2018         |
| Найкращий кіберспортивний захід       | Best Esports Event           | 2018         |
| Автор контенту року                   | Content Creator of the Year  | 2018         |
| Колишні                               |                              |              |
| Найкраще творіння фанатів             | Best Fan Creation            | 2014         |
| Популярний геймер                     | Trending Gamer               | 2014         |
| Премія від китайських ігрових фанатів | Chinese Fan Game Award       | 2017         |
| Найкращий кіберспортивний момент      | Best Esports Moment          | 2018         |
| Найкращий кіберспортивний ведучий     | Best Esports Host            | 2018         |

### Почесні нагороди
| Категорія                  | Оригінальна англійська назва | Впровадження |
| -------------------------- | ---------------------------- | ------------ |
| Премія «Ікона індустрії»   | Industry Icon Award          | 2014         |
| Глобальні ігрові громадяни | Global Gaming Citizens       | 2018         |